# Pathardi
Pathardi là một thành phố và là nơi đặt hội đồng đô thị (municipal council) của quận Ahmadnagar thuộc bang Maharashtra, Ấn Độ.

## Địa lý
Pathardi có vị trí 19°10′B 75°11′Đ / 19,17°B 75,18°Đ Nó có độ cao trung bình là 533 mét (1748 feet).

## Nhân khẩu
Theo điều tra dân số năm 2001 của Ấn Độ, Pathardi có dân số 22.827 người. Phái nam chiếm 52% tổng số dân và phái nữ chiếm 48%. Pathardi có tỷ lệ 72% biết đọc biết viết, cao hơn tỷ lệ trung bình toàn quốc là 59,5%: tỷ lệ cho phái nam là 79%, và tỷ lệ cho phái nữ là 64%. Tại Pathardi, 13% dân số nhỏ hơn 6 tuổi.